# Чакрі Нарубет
«Чакрі Нарубет» (тай. จักรีนฤเบศร — «Династія Чакрі»)  — легкий авіаносець військово-морських сил Таїланду.

## Історія створення
у 1992 році ВМС Таїланду замовили іспанській фірмі «Басан» (ісп. Bazán) розробку легкого авіаносця. Корабель був закладений 12 липня 1994 року на верфі у м. Ферроль, спущений на воду 20 січня 1996 року. Ходові випробування почались у жовтні 1996 року. Корабель вступив у стрій 27 березня 1997 року, прибув у Таїланд у серпні 1997 року.

## Конструкція
За своєю конструкцією «Чакрі Нарубет» нагадує іспанський авіаносець «Principe de Asturias». Корабель має розміри 182,6 x 30,5 м. Він оснащений комбінованою силовою установкою з двох газотурбінних двигунів  General Electric LM2500 потужністю 44 250 к.с. та двох дизелів потужністю 11 780 к.с. (CODOG).
Корабель обладнаний каютами для розміщення короля та членів королівської сім'ї.

### Озброєння
Авіаносець здатен нести до 14 літаків та вертольотів. Зазвичай на ньому розміщуються 6 літаків Hawker Siddeley Harrier та 6 вертольотів Sikorsky SH-60 Seahawk. У режимі вертольотоносця корабель здатний нести 15—18 вертольотів.
Початково заплановане зенітне озброєння — ЗРК Phalanx CIWS та RIM-7 Sea Sparrow — встановлене не було. Зараз ППО корабля забезпечують ЗРК «Mistral».

## Історія служби

Емблема «Чакрі Нарубет»

«Чакрі Нарубет» — перший авіаносець у Південно-Східній Азії.
Він призначений для прикриття Таїландського флоту та комунікацій на випадок війни, а також для управління діями надводних сил, як флагманський корабель. У мирний час — для патрулювання морського узбережжя країни, надання допомоги у випадку стихійних лих, рятувально-пошукових операцій. У разі потреби корабель може бути переобладнаний на морський госпіталь.
Через брак коштів корабель виходить у море не частіше одного разу в квартал та практично не бере участі в морських навчаннях. Під час кожного з виходів у море на кораблі присутній хтось із членів королівської родини, тому «Чакрі Нарубет» часто жартома називають найдорожчою у світі королівською яхтою.

## Галерея

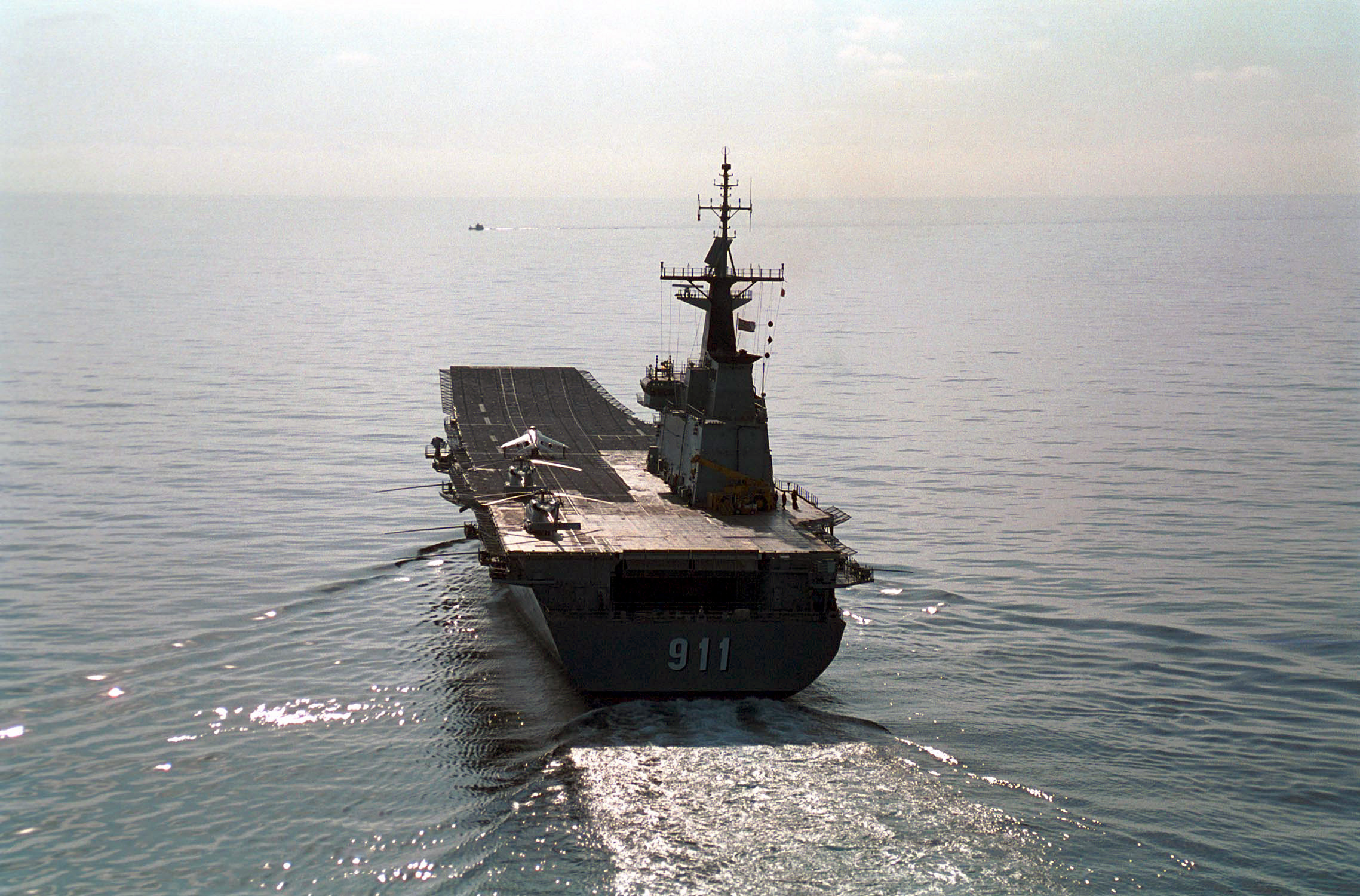
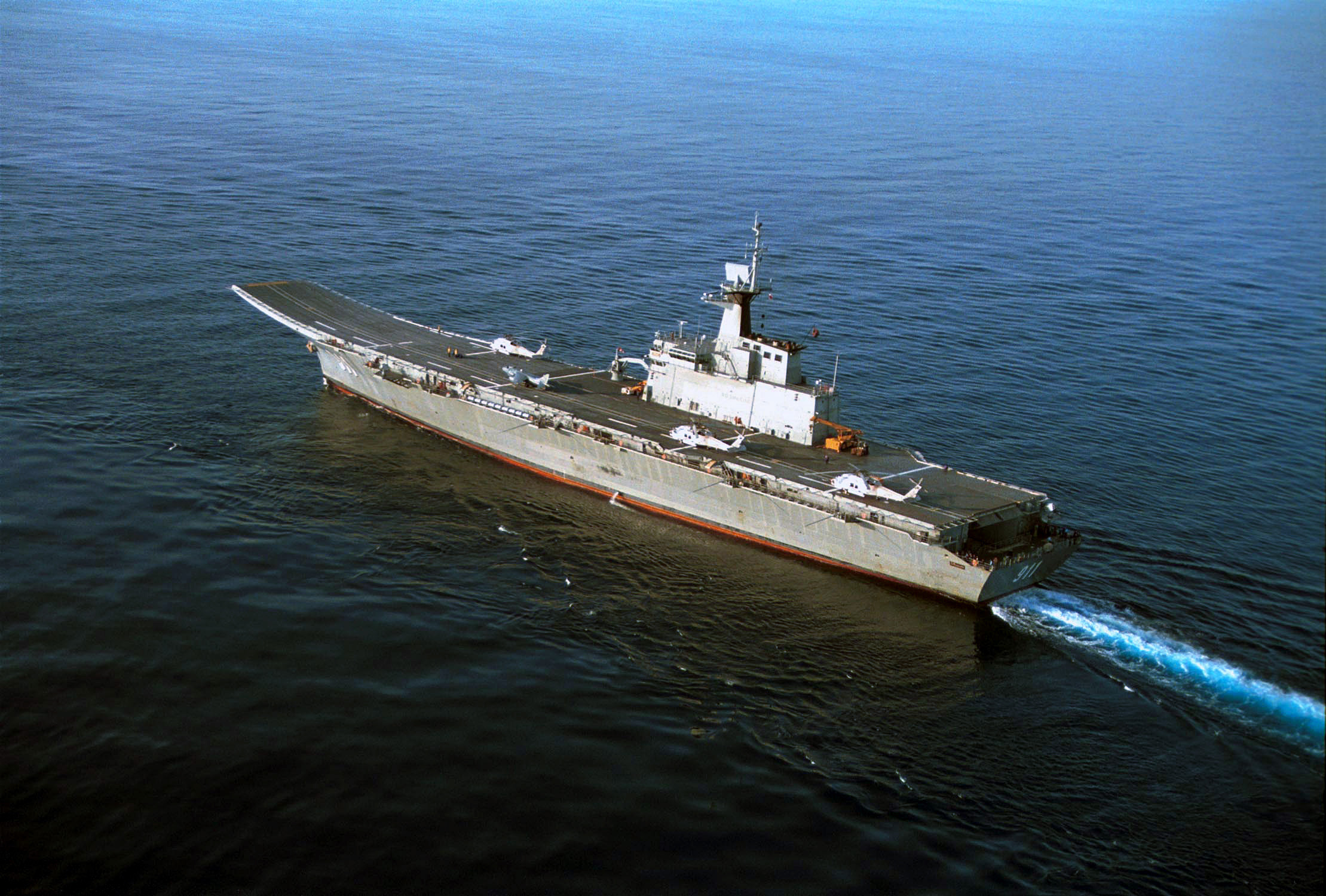
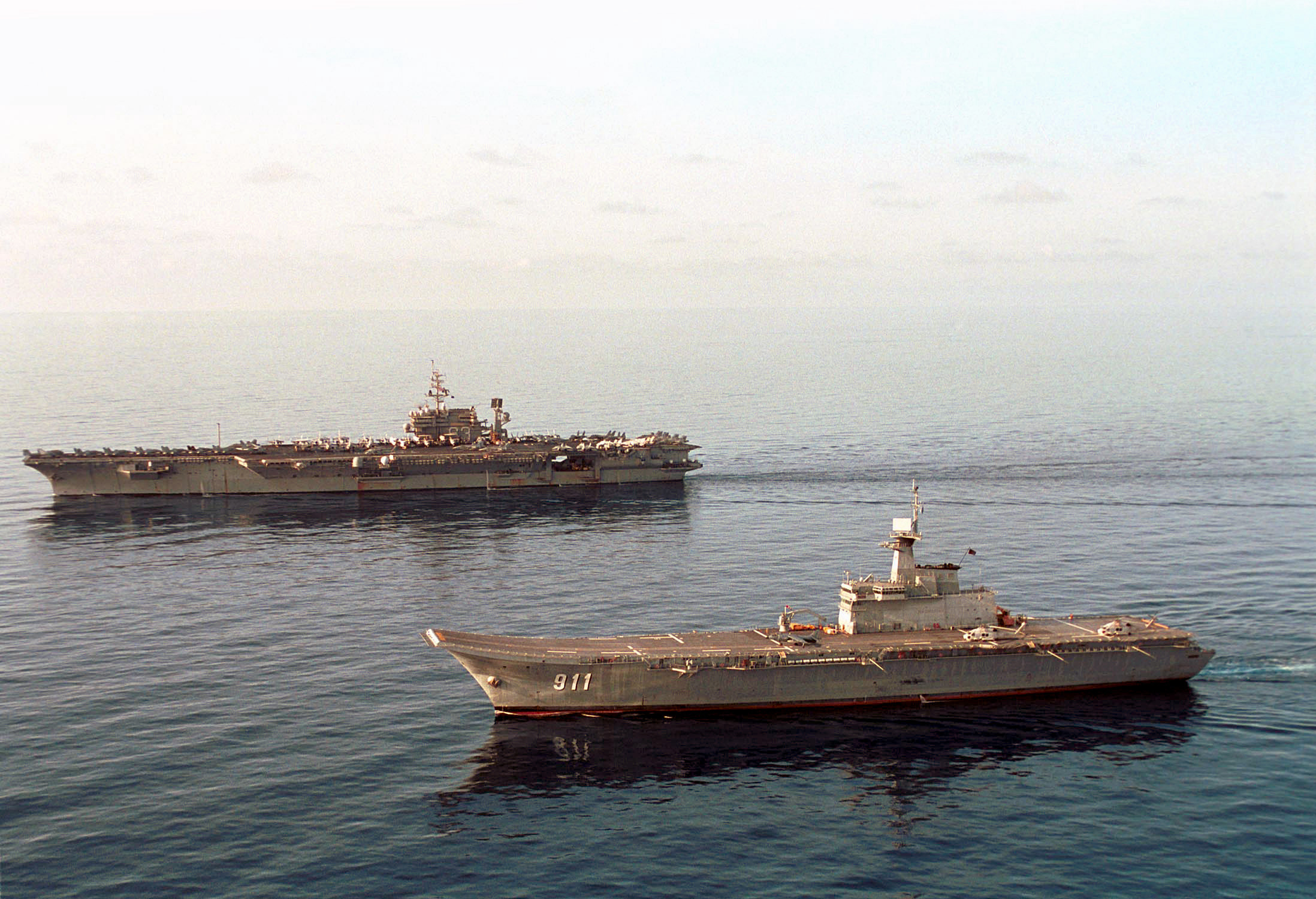
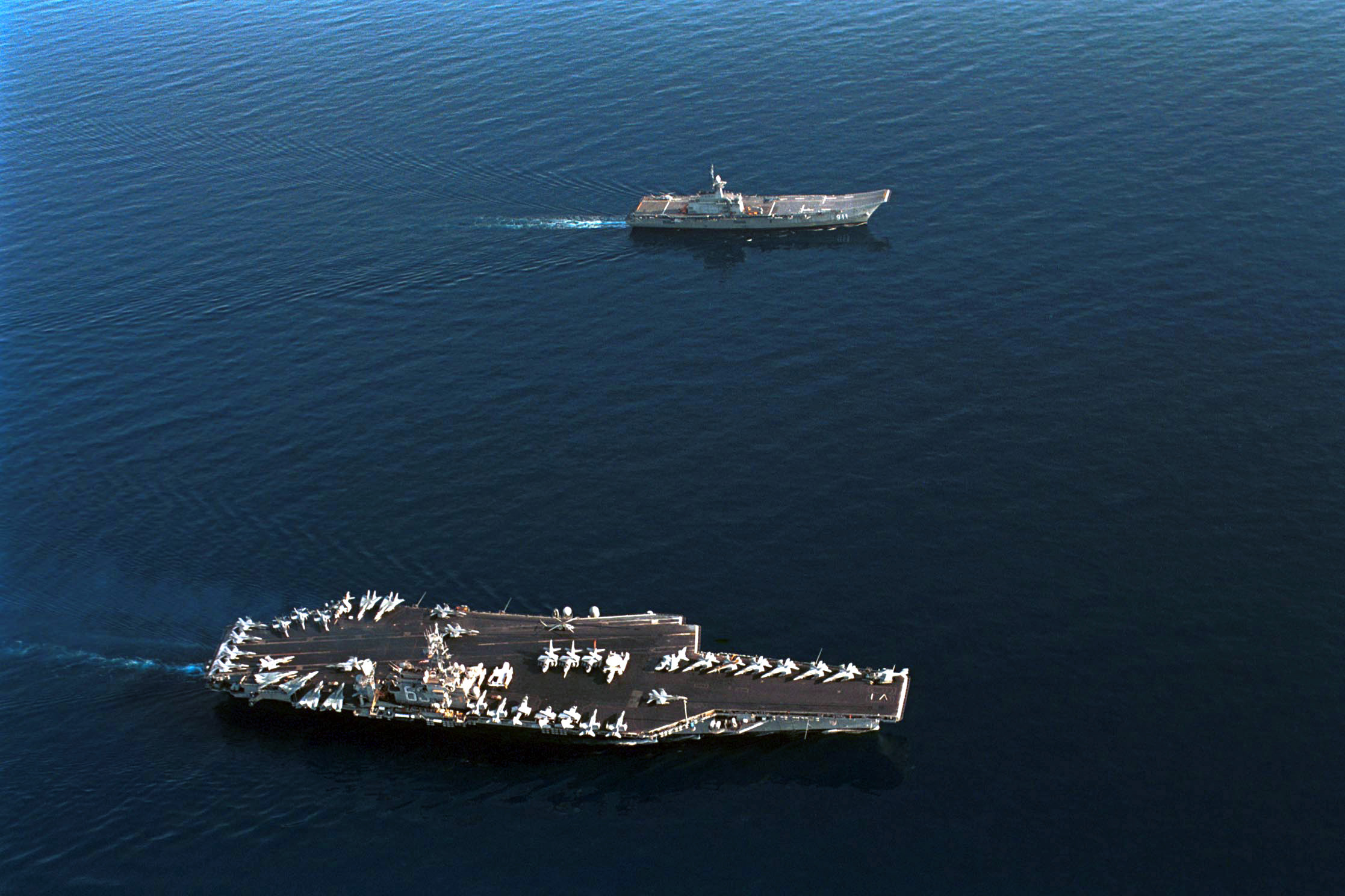